# Богословка (усадьба)
Ансамбль дачи Н. В. Зиновьева (усадьба «Богословка») — утраченный памятник архитектуры. Расположен в Ленинградской области, современный адрес — Всеволожский район, Невский Парклесхоз, Невский лесопарк, на правом берегу Невы, участок № 35. С 1990 года ансамбль дачи внесён в Список всемирного наследия ЮНЕСКО в составе усадебных комплексов вокруг исторического центра Санкт-Петербурга.
Первые поселения в этих местах — две деревни Валитово у реки Варвисть (Чёрной) в Спасском Городенском погосте. В начале XVIII века на левом берегу реки Чёрной стояли Лутковские заводы.
Первым частным владельцем местности, построившим здесь первый усадебный дом, был протоиерей Фёдор Яковлевич Дубянский. Его внук, музыкант Фёдор Михайлович Дубянский, погиб, переправляясь через Неву из имения в город, и следующей владелицей стала его сестра, Варвара Михайловна, Зиновьева по мужу, после чего усадьба, ранее известная как Богословка (Богославская (Богословская), Богуславская, дача Дубянского, мыза Дубянскаго), стала известна как поместье «Зиновьево» (в документах о постановке на охрану усадьба известна по Н. В. Зиновьеву, сыну Варвары Михайловны).
Старый усадебный дом был разрушен, а новый — построен в 1831 году В. И. Беретти (по семейной легенде, автором был Огюст Монферран, истинный автор был выявлен в 1966 году сотрудниками инспекции по охране памятников). Он был одним из немногих деревянных памятников в стиле классицизма. У главного корпуса было два этажа, он был соединён переходами со стоявшими по бокам трёхосными одноэтажными флигелями, лицевые стены которых завершались треугольным фронтонами, на тимпанах которых были переплетающиеся венки. Нижний этаж был антресольным (более низким, чем верхний). Главный фасад был обращён на Неву, его центральная часть была оформлена в виде полуротонды с колоннами коринфского ордера, по сторонам от полуротонды на первом этаже находились тройные окна, над ними — полуциркульные. Галереи были украшены портиками из полуколонн. Здание было увенчано небольшой башней-бельведером. Здание находилось на пригорке, возможно, искусственном.
По пологому склону береговой полосы Чёрной реки, впадавшей в Неву, на каменную террасу шла широкая лестница, украшенная скульптурой из мрамора (бюсты героев и императоров Древнего Рима, каменные корзины и вазы для цветов). Под террасой был грот, подпорная стенка с ведущей в него аркой была облицована тёсаным известняком. Также в ансамбль входили павильон «Эрмитаж» (сгорел в 1918 году), кухня, павильон «Голландский домик», парковая беседка «Березовый домик» (сделанный из сосны и обшитый берестой), павильоны «Новоберёзовая дача» и арочный деревянный мост («Безносый мост», названный так по своему украшению, римским бюстам с отбитыми носами), который позднее был заменен дамбой.
В начале XX века дача часто сдавалась в аренду дачникам и садовникам. После 1917 года усадьба была национализирована, в барском доме устроили совхозное общежитие, а в Берёзовом домике — коммунальную квартиру. В 1932 году на территории усадьбы создали первый в СССР лесопарк. Во время войны в доме находился госпиталь; дача сильно пострадала от обстрелов, в 1960 году была включена в список памятников культуры государственного значения, но за время обсуждения восстановления успела разрушиться.
Существует проект воссоздания от СПбНИИ «Спецпроектреставрация».
На территории дачи в 2000-е годы был создан комплекс «Усадьба Богословка», в состав которого входит деревянная Покровская церковь и ряд других современных построек. В 2007 году фонд «Покровский» получил в долгосрочную аренду территорию Невского лесопарка площадью около 600 гектаров. В 2012 году фонд выиграл суд о признании права собственности на часть этой земли. Официально заявляется, что здесь будет создан этнографический комплекс, неофициально существует версия, что лесопарк вырубят под строительство коттеджей.
Дача Зиновьевых, одна из первых в России построек Монферрана, осталась почти такой же, какой была. Из-за зеленых кущ деревьев в жаркий летний день приветливо глядят крыши жёлтого с белым деревянного помещичьего дома. Красива терраса, спускающаяся от дома к воде. Широкая лестница по бокам уставлена мраморными бюстами божеств и античных героев. Дом внутри — простой и широкий, приветливый и уютный. В саду ещё сохранился покосившийся деревянный Эрмитаж, с вечно заколоченными, уныло глядящими окнами. А парк — большой, бесконечный, зелёный и радостный — так же, смеючись, шумит и шепчется листвой…

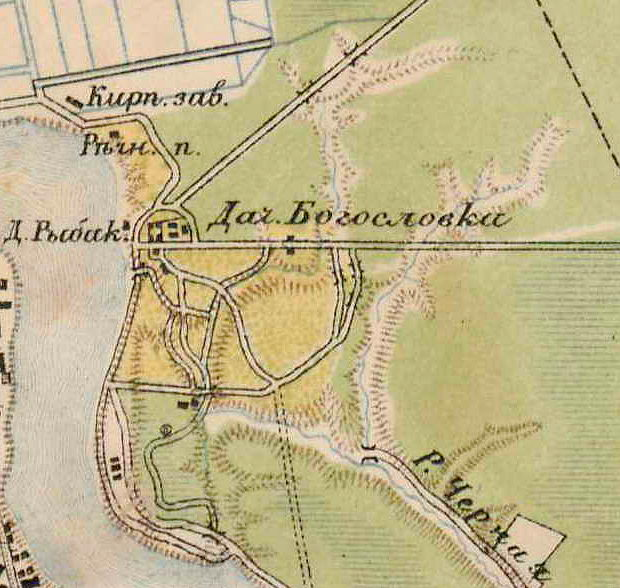
План дачи Богословка. 1885 год